# Circolo degli Uniti
Il Circolo degli Uniti è un club per gentiluomini di Siena.

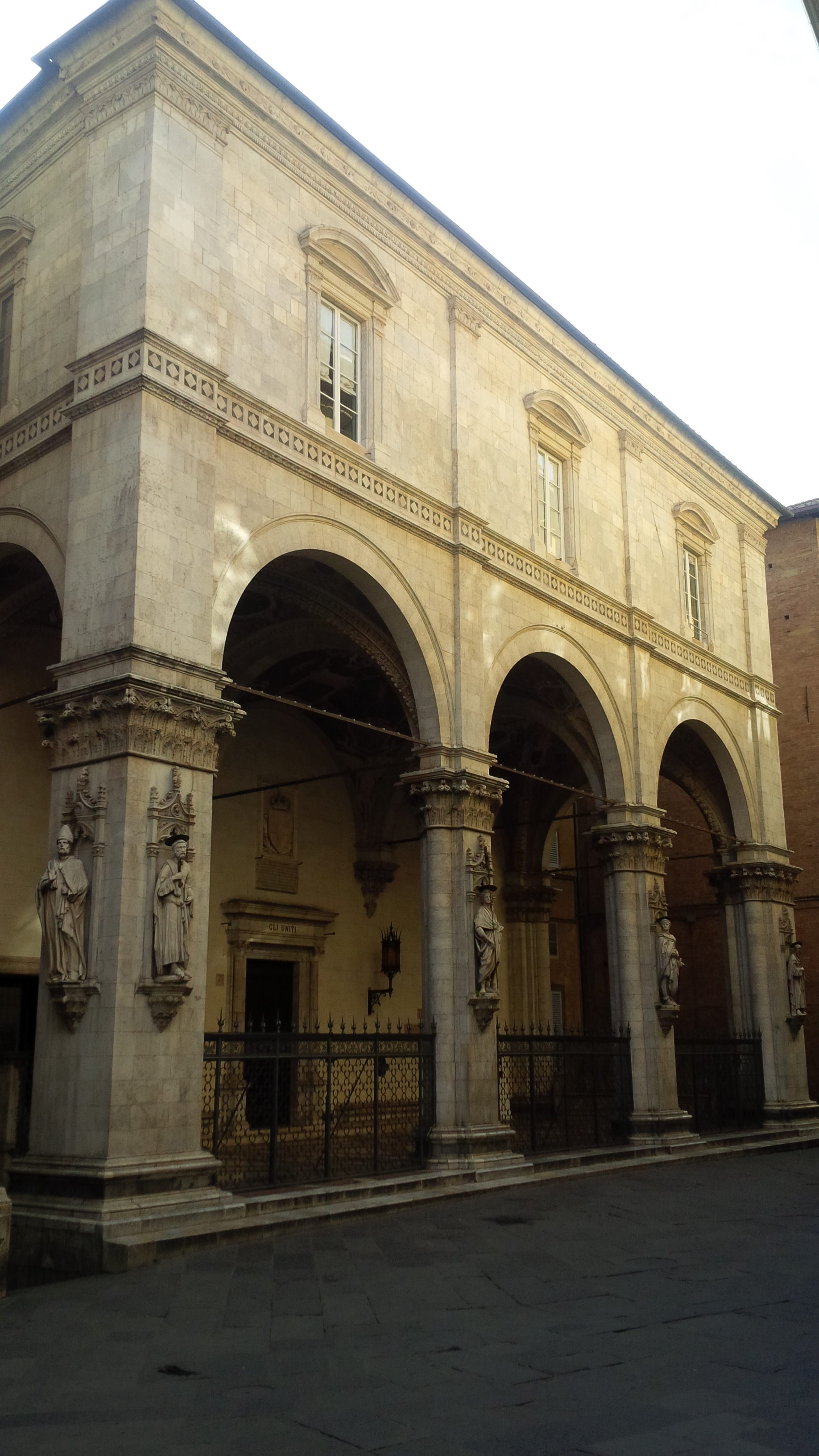
Circolo degli Uniti

## Storia
Il Circolo, il più antico del mondo, fu fondato il 13 novembre 1657 su iniziativa di ventun gentiluomini senesi, nascendo sotto il nome di Nobile Conversazione de' Signori Uniti nel Casino di Siena (il cosiddetto Casin de' Nobili) e venne scelta come emblema una meridiana con il motto Una Moventur Varie. 
Fu scelta come sede un edificio prospiciente il Palazzo Patrizi in via di Città.

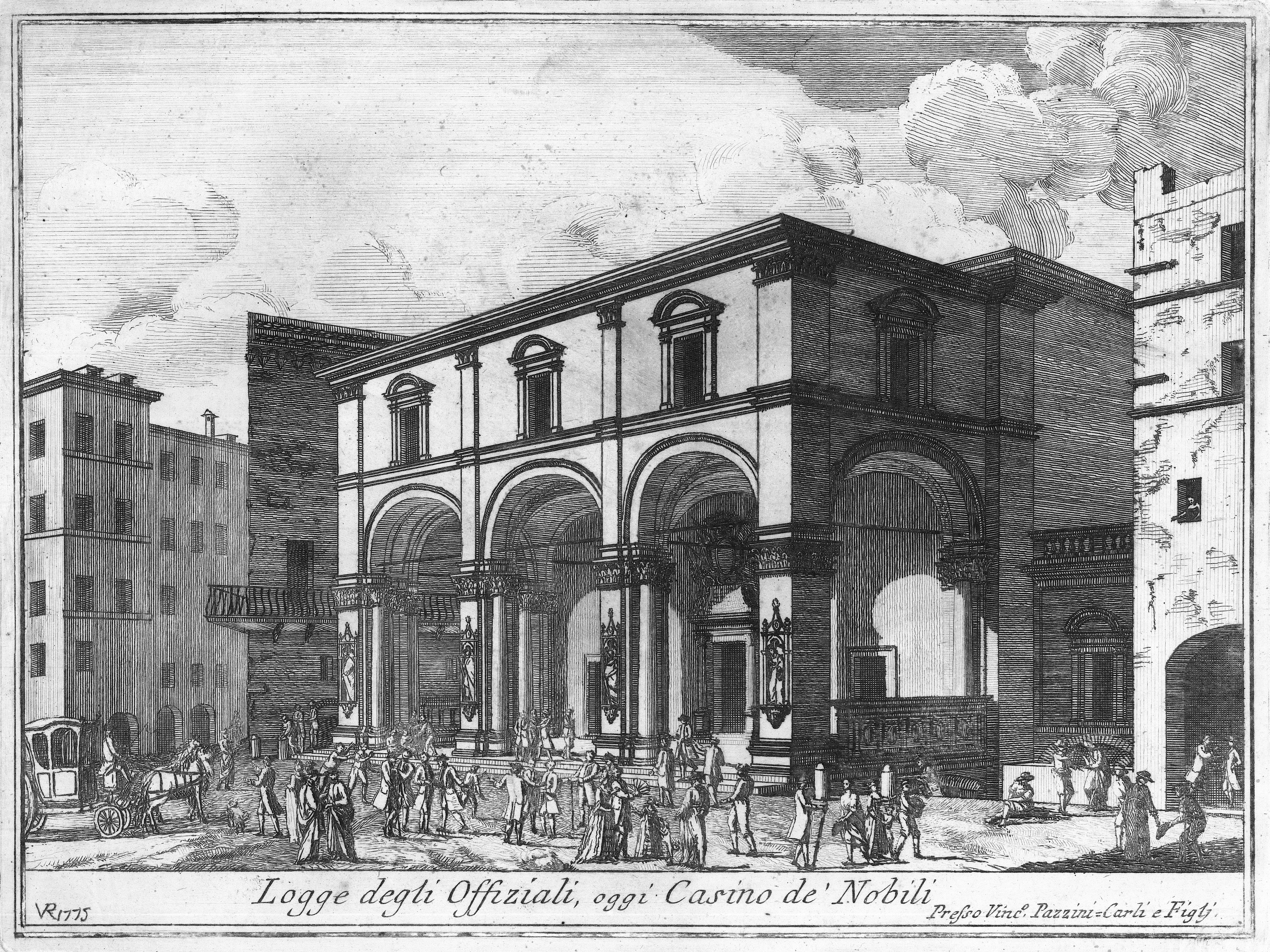
Logge della Mercanzia oggi Casin de' Nobili

I soci fondatori furono Girolamo di Lutio Placidi, Conte Uggieri di Uberto d'Elci, Ferdinando di Carlo Marsili, Cavalier Antonio di Leonido Landucci, Girolamo di Pompilio dela Ciaia, Giovan Battista di Francesco Piccolomini, Girolamo di Conte Azzoni, Ranuccio di Volunio Bandinelli, Francesco di Firmano Bichi, Guido di Persio Savini, Cavalier Fra' Giovanni di Flavio Malavolti, Giulio di Marcantonio Gori Pannilini, Giovanni di Oratio Mignanelli, Marchese Baldassarre di Marcello Agostini, Mario di Celso Bargagli, Oratio di Manlio Azzoni, Sallustio di Camillo Saracini, Balì Francesco di Fabio Marsili, Curtio di Filippo Sergardi, Giovan Patrizio di Niccolò Colombini.
Le cariche (elettive) da cui dipendeva il governo e l'amministrazione del Casino erano quelle di governatore, segretario e provveditore. Il governatore nominava poi tra i soci il Maestro delle Cerimonie ed i Sindaci. Era previsto un numero non superiore a 24 soci. Erano esclusi i minori di 20 anni ed i maggiori di venti che non fossero nobili senesi riseduti o capaci di risiedere (ovvero che avessero fatto parte del Concistoro, o che ne potessero far parte) ed i religiosi claustrali.

Poteva essere ammesso nelle sale chiunque fosse nobile, di anni maggiore di 18, che non fosse religioso claustrale, né di cattivi costumi, bestemmiatore o giocatore rissoso. Grande differenza, soprattutto con i Clubs inglesi, è sempre stata l'ammissione nelle sale delle dame, oltre che dei cavalieri, alle conversazioni letterarie come alle feste. 

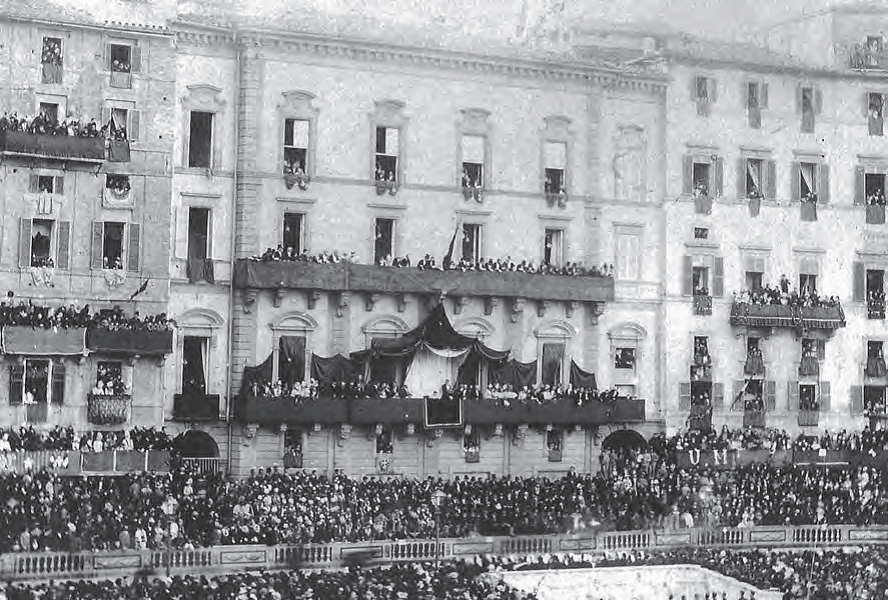
I reali d’Italia assistono al Palio di luglio del 1887 dal grande palco allestito nel terrazzo del Circolo degli Uniti

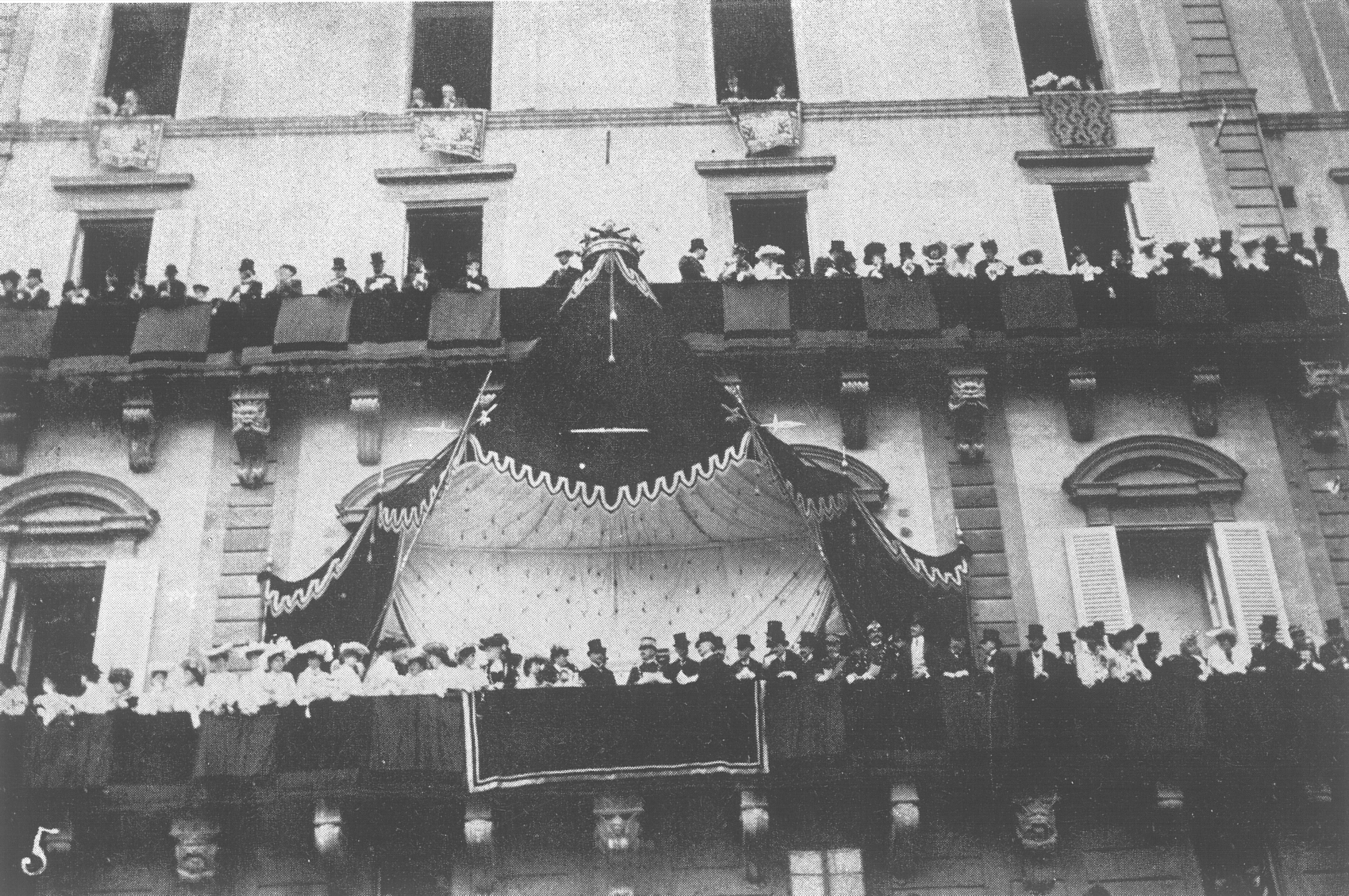
S.M. Vittorio Emanuele III assiste al Palio dal Circolo degli Uniti 17 Aprile 1904

Tante furono le feste ed i ricevimenti organizzati ed anche tanti i palii che il Circolo fece correre e molti in occasione di visite di principi, re e cardinali. Si ricorda il palio organizzato dal Circolo per la venuta di Violante di Baviera, vedova di Ferdinando de' Medici, gran principe di Toscana, nominata governatrice di Siena, che arrivò a Siena la sera del 13 aprile 1715, accompagnata da un fastosissimo corteo. La principessa assistette nel luglio dello stesso anno al palio, da un grande palco allestito in suo onore dal Circolo, al primo piano del palazzo del Tribunale della Mercanzia. Successivamente, nella nuova sede, già palazzo dei Consoli della Mercanzia, dai balconi del Circolo, il granduca Leopoldo I (futuro Sacro Romano Imperatore) e la granduchessa Maria Luisa di Borbone-Spagna assistettero al Palio offerto in loro onore, il 14 maggio 1767. Il re Umberto I e la regina Margherita assistettero al palio il 16 luglio 1887 e ancora, il 17 aprile 1904, S.M. Vittorio Emanuele III, Re d'Italia, assistette al palio straordinario fatto correre in suo onore.
Nel 1848, ancora nel periodo del Granducato di Toscana, spirando aria di democrazia, con i nuovi statuti, il nome del Casino fu mutato in Circolo degli Uniti, ed il governatore fu chiamato presidente. Le donne erano ammesse alla frequentazione delle sale, anche se non nobili, ma sposate a nobili stranieri (non se sposate a nobili toscani e quelle nobili di nascita perdevano il diritto se sposate ad un non nobile). Gli ufficiali, anche non nobili, erano ammessi a giudizio del presidente dal grado di alfiere in su (ma con l'obbligo di vestire l'uniforme se non nobili). Erano ammessi anche i decorati dell'Ordine di San Giuseppe (Ordine al merito nel Granducato), gli auditori, i direttori dei dipartimenti ed il segretario di governo.

## Tempi odierni
Il Circolo oggi riunisce gentiluomini che condividono affinità culturali, interessi e amore per la città di Siena, la sua storia e il suo territorio. Organizza appuntamenti letterari e conviviali. È a carattere rigidamente apolitico. 
Sono previsti 100 soci effettivi, più un numero non limitato di soprannumerari.

## Sede

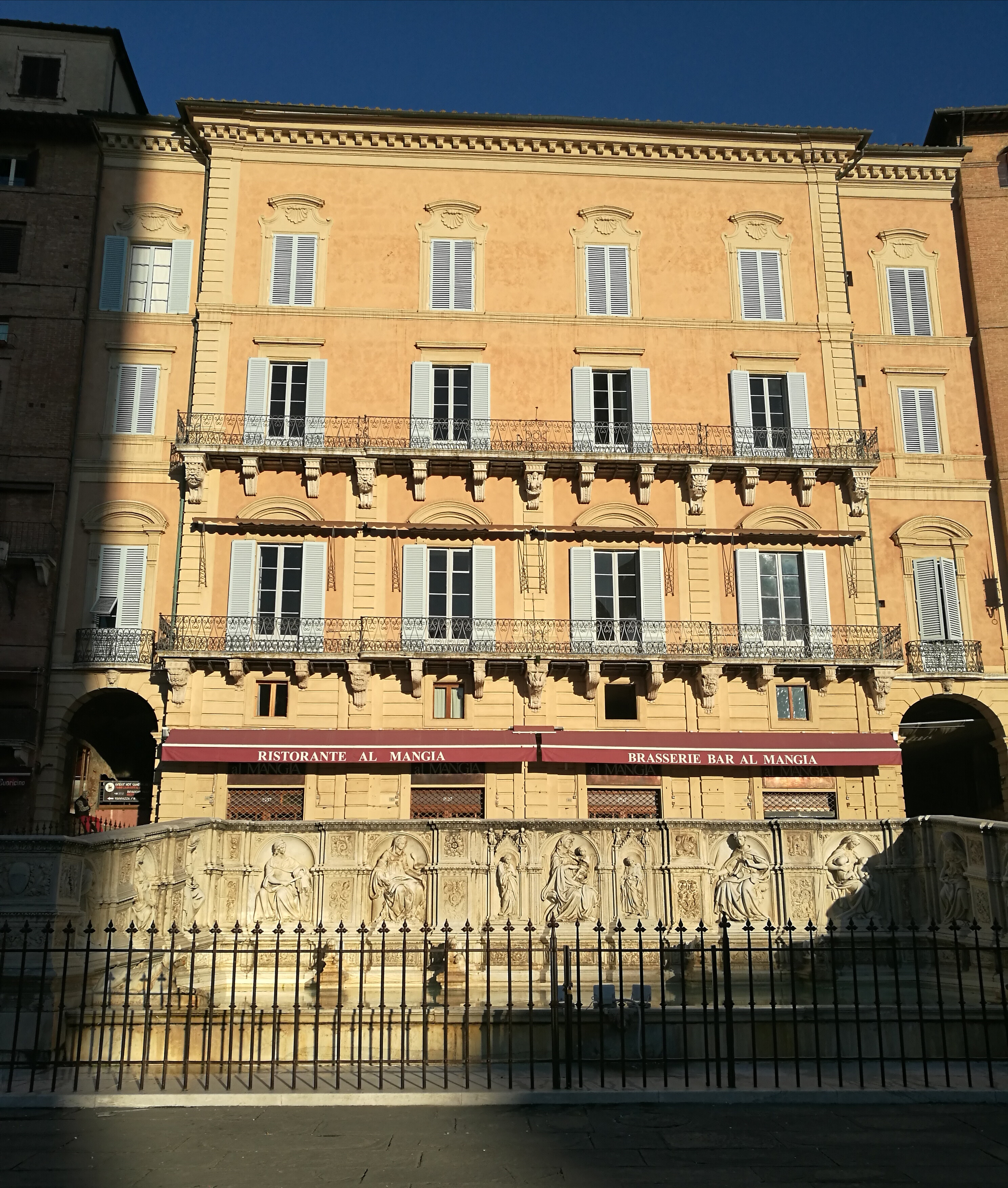
La facciata del Circolo degli Uniti su piazza del Campo, con fonte Gaia di Tito Sarrocchi

La sede del circolo si trova per motuproprio del granduca Francesco Stefano di Lorena del 18 aprile 1739 nel palazzo che fu del Tribunale della Mercanzia (de facto trasferitocisi però il 2 marzo 1766), con l'ingresso al numero 1 di via di Città e con la facciata posteriore su piazza del Campo. Il vecchio edificio fu ristrutturato interamente ed ampliato al terzo piano sopra la Loggia della Mercanzia, con grande scrupolo di linee e materiali e fu posta la cancellata a chiusura della stessa. Concorsero all'opera di ristrutturazione ed abbellimento Ferdinando Fuga ed il Vanvitelli. Nel 1882 si restaurarono le logge, ai cui lavori parteciparono Alessandro Franchi, Leopoldo Maccari e Giorgio Bandini, sotto la direzione del pittore Luigi Mussini e dello scultore Tito Sarrocchi.